# كينيما سيتروس
كينيما سيتروس (بالإنجليزية: Kinema Citrus)‏ هو ستوديو أنمي ياباني. تأسس في مارس 3, 2008. يقع مقره في سوغينامي، طوكيو، اليابان.

## أعمال الاستوديو

### مسلسلات أنمي تلفزيونية
- طوكيو ماغنيتود 8.0 (2009 بالتعاون مع بونز)
- بلاك بوليت (2014 بالتعاون مع استوديو أورينج)
- باراكامون (2014)
- كوما ميكو: غيرل ميتز بير (2016 بالتعاون مع إي إم تي سكويريد)
- فتيات كرة الطاولة المشتعلات (2016)
- نهوض بطل الدرع (2019)

### أنمي الإنترنت
- حرب النجوم: الرؤى (2021؛ "عروس القرية")

### أفلام أنمي
- إيوريكا سفن: جيب مليء بأقواس قزح (2009)

## وصلات خارجية
- الموقع الإلكتروني

كينيما سيتروس على موقع IMDb (الإنجليزية)
- كينيما سيتروس على موقع ANN company (الإنجليزية)